# 73. п. н. е.

## Догађаји
- Из гладијаторске школе у Капуи бежи група гладијатора на челу са Трачанином Спартаком, а којој се придружују одбегли робови и римска сиротиња. Од те групе настаје импровизирана војска од 70.000 људи која ће започети Спартаков устанак. Устаници почињу да пустоше Кампанију, нападајући богате градове као што су Нола и Нуцерија.
- Римска војска побеђује Одризе и Бесе и улази у Подунавље, где пкорава и Мезе. Након тога формирају провинцију Мезију али са самосталном управом.
- Трећи митридатски рат